# Leschenaultia adusta
Leschenaultia adusta är en tvåvingeart som först beskrevs av Friedrich Hermann Loew 1872.  Leschenaultia adusta ingår i släktet Leschenaultia och familjen parasitflugor. Inga underarter finns listade i Catalogue of Life.